# 白颌大角蟾
白颌大角蟾（学名：Megophrys lateralis）为角蟾科角蟾属的两栖动物。在中国大陆，分布于云南等地，一般生活于阔叶林山溪。其生存的海拔范围为1400至2100米。该物种的模式产地在云南西部。